# Eerste klasse 2013-14 (vrouwenvoetbal België)
Het seizoen 2013/14 van de Belgische Eerste Klasse vrouwenvoetbal ging van start op 31 augustus 2013 en eindigde op 3 mei 2014. Eva's Tienen werd voor de tweede keer op rij kampioen, maar had niet de nodige licenties om te mogen promoveren.

## Clubs
Van de twaalf clubs die vorig seizoen in Eerste klasse speelden, deden er negen dat deze jaargang ook. AA Gent Ladies promoveerde naar de Women's BeNe League, Achterbroek werd laatste en degradeerde rechtstreeks; Lommel United WS degradeerde na een verloren barrageronde tegen Eendracht Aalst. Bovendien ging Lanaken verder als DVL Zonhoven.
Drie teams waren gepromoveerd uit Tweede klasse voor de start van het seizoen: Zulte Waregem, Standard B en Eendracht Aalst.
Vier clubs die aantraden in de BeNe League, hadden een B-elftal in deze editie van Eerste klasse: Anderlecht, Lierse, OHL en Standard.

## Eindstand
| #   | Team               | GW | Win | Gel | Ver | Voor | Tegen | Saldo | Pnt | Opm                           |
| --- | ------------------ | -- | --- | --- | --- | ---- | ----- | ----- | --- | ----------------------------- |
| 1.  | DVC Eva's Tienen   | 22 | 15  | 5   | 2   | 45   | 19    | +26   | 50  |                               |
| 2.  | DVL Zonhoven       | 22 | 14  | 3   | 5   | 53   | 24    | +29   | 45  |                               |
| 3.  | KSK Heist Ladies   | 22 | 11  | 2   | 9   | 31   | 28    | +3    | 35  |                               |
| 4.  | RAEC Mons          | 22 | 10  | 3   | 9   | 28   | 26    | +2    | 33  |                               |
| 5.  | Standard Luik B 1* | 22 | 9   | 2   | 11  | 29   | 33    | -4    | 29  |                               |
| 6.  | OH Leuven B 1      | 22 | 8   | 5   | 9   | 29   | 32    | -3    | 29  |                               |
| 7.  | Eendracht Aalst *  | 22 | 8   | 5   | 9   | 23   | 28    | -5    | 29  |                               |
| 8.  | Lierse B 1         | 22 | 8   | 3   | 11  | 24   | 40    | -16   | 27  |                               |
| 9.  | Zulte Waregem *    | 22 | 7   | 6   | 9   | 38   | 39    | -1    | 27  |                               |
| 10. | WS Woluwe          | 22 | 7   | 6   | 9   | 28   | 41    | -13   | 27  |                               |
| 11. | Anderlecht B 1     | 22 | 8   | 2   | 12  | 38   | 34    | +4    | 26  | Gered na winst tegen Tongeren |
| 12. | WB-Sinaai Girls    | 22 | 4   | 4   | 14  | 16   | 38    | -22   | 16  |                               |

### Legenda
| Kleur | Resultaat                                                              |
| ----- | ---------------------------------------------------------------------- |
|       | Plaats geeft theoretisch recht op promotie naar de BeNe League         |
|       | Plaats verwijst ploeg naar degradatiebarrage                           |
|       | Plaats verwijst ploeg naar Tweede klasse                               |
| 1     | B-ploeg die niet mag stijgen omdat de A-ploeg een divisie hoger speelt |
| *     | Gepromoveerd voor aanvang van dit seizoen                              |
| °     | Gedegradeerd voor aanvang van dit seizoen                              |
|       | Mathematisch zeker van de titel                                        |
|       | Gepromoveerd na dit seizoen                                            |
|       | Gedegradeerd na dit seizoen                                            |

## Barrage
- zaterdag 10 mei: Tongeren - Anderlecht B : 0-0
- zaterdag 17 mei: Anderlecht B - Tongeren : 7-1